# Saffais
Saffais est une commune française située dans le département de Meurthe-et-Moselle, en région Grand Est.

## Géographie
|           | Rosières-aux-Salines |             |
| Ferrières | Saffais              | Vigneulles  |
|           | Haussonville         | Barbonville |

### Hydrographie
La commune est dans le bassin versant du Rhin au sein du bassin Rhin-Meuse. Elle est drainée par le ruisseau le Petit Rhone,.
Le Petit Rhône, d'une longueur de 11 km, prend sa source dans la commune de Ferrières et se jette  dans la Meurthe à Saint-Nicolas-de-Port, après avoir traversé quatre communes. 

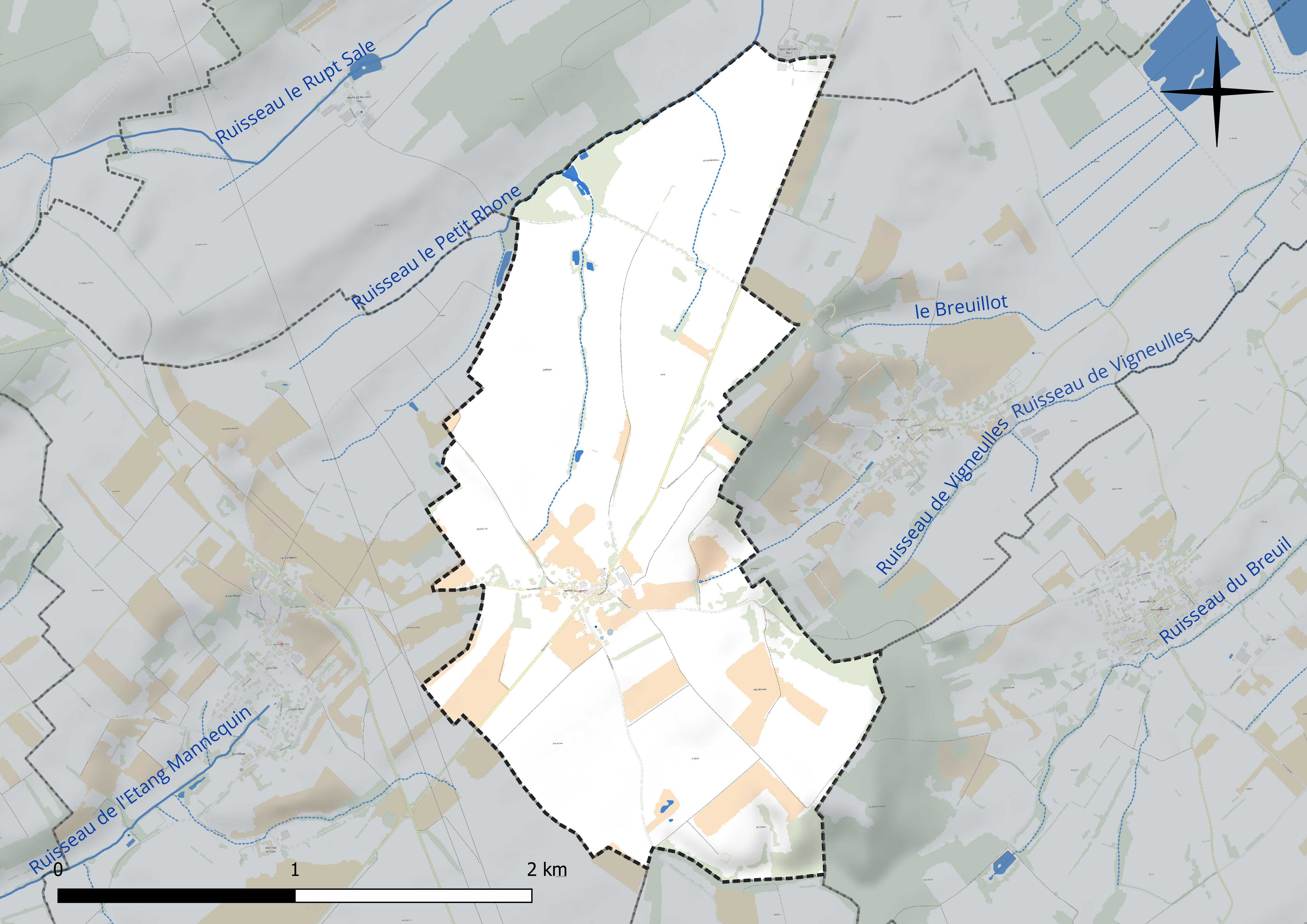
Réseau hydrographique de Saffais.

### Climat
Pour des articles plus généraux, voir Climat du Grand Est et Climat de Meurthe-et-Moselle.
En 2010, le climat de la commune est de type climat des marges montargnardes, selon une étude du Centre national de la recherche scientifique s'appuyant sur une série de données couvrant la période 1971-2000. En 2020, Météo-France publie une typologie des climats de la France métropolitaine dans laquelle la commune est exposée à un climat semi-continental et est dans la région climatique  Lorraine, plateau de Langres, Morvan, caractérisée par un hiver rude (1,5 °C), des vents modérés et des brouillards fréquents en automne et hiver. 
Pour la période 1971-2000, la température annuelle moyenne est de 9,2 °C, avec une amplitude thermique annuelle de 17 °C. Le cumul annuel moyen de précipitations est de 893 mm, avec 11,7 jours de précipitations en janvier et 9,9 jours en juillet. Pour la période 1991-2020, la température moyenne annuelle observée sur la station météorologique de Météo-France la plus proche, « Nancy-Essey », sur la commune de Tomblaine à 16 km à vol d'oiseau, est de 11,0 °C et le cumul annuel moyen de précipitations est de 746,3 mm. 
La température maximale relevée sur cette station est de 40,1 °C, atteinte le 24 juillet 2019 ; la température minimale est de −24,8 °C, atteinte le 21 février 1956,,. 
Les paramètres climatiques de la commune ont été estimés pour le milieu du siècle (2041-2070) selon différents scénarios d'émission de gaz à effet de serre à partir des nouvelles projections climatiques de référence DRIAS-2020. Ils sont consultables sur un site dédié publié par Météo-France en novembre 2022.

## Urbanisme

### Typologie
Au 1er janvier 2024, Saffais est catégorisée commune rurale à habitat dispersé, selon la nouvelle grille communale de densité à sept niveaux définie par l'Insee en 2022.
Elle est située hors unité urbaine. Par ailleurs la commune fait partie de l'aire d'attraction de Nancy, dont elle est une commune de la couronne,. Cette aire, qui regroupe 353 communes, est catégorisée dans les aires de 200 000 à moins de 700 000 habitants,.

### Occupation des sols
L'occupation des sols de la commune, telle qu'elle ressort de la base de données européenne d’occupation biophysique des sols Corine Land Cover (CLC), est marquée par l'importance des territoires agricoles (96,8 % en 2018), en augmentation par rapport à 1990 (94,6 %). La répartition détaillée en 2018 est la suivante : prairies (42,7 %), terres arables (35,4 %), cultures permanentes (12 %), zones agricoles hétérogènes (6,6 %), forêts (3,2 %). L'évolution de l’occupation des sols de la commune et de ses infrastructures peut être observée sur les différentes représentations cartographiques du territoire : la carte de Cassini (XVIIIe siècle), la carte d'état-major (1820-1866) et les cartes ou photos aériennes de l'IGN pour la période actuelle (1950 à aujourd'hui).

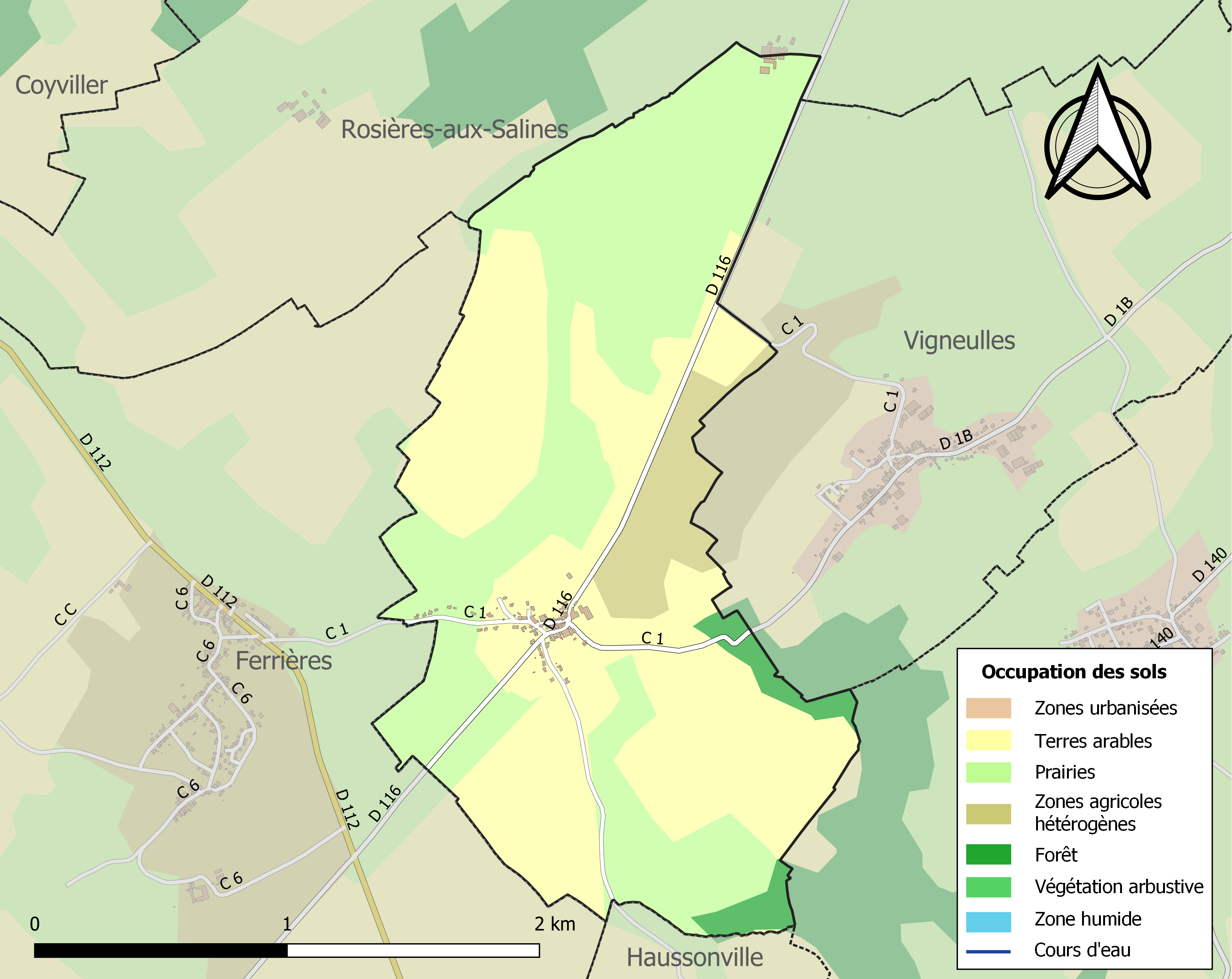
Carte des infrastructures et de l'occupation des sols de la commune en 2018 (CLC).

## Toponymie
Le nom de la localité est attesté sous les formes Saphez (1094) ; Seffey et Seffez (1172) ; Saphas (1288) ; Seifez (1290) ; Saffas (1402) ; Saffays (1499) ; Saphat (1525) ; Saffet (1537) ; Saffat (1545) ; Saffaits ou Saffatz (1719).

## Histoire
Il y eut un camp d'entraînement du groupe d'armée Est lors de la première guerre mondiale.

## Politique et administration
| Période                                  | Période                   | Identité                                     | Étiquette | Qualité |
| ---------------------------------------- | ------------------------- | -------------------------------------------- | --------- | ------- |
| Les données manquantes sont à compléter. |                           |                                              |           |         |
| mars 2001                                | En cours (au 25 mai 2020) | André Schmitt Réélu pour le mandat 2020-2026 |           |         |

## Population et société

### Démographie
L'évolution du nombre d'habitants est connue à travers les recensements de la population effectués dans la commune depuis 1793. Pour les communes de moins de 10 000 habitants, une enquête de recensement portant sur toute la population est réalisée tous les cinq ans, les populations de référence des années intermédiaires étant quant à elles estimées par interpolation ou extrapolation. Pour la commune, le premier recensement exhaustif entrant dans le cadre du nouveau dispositif a été réalisé en 2005.

En 2022, la commune comptait 106 habitants, en évolution de −9,4 % par rapport à 2016 (Meurthe-et-Moselle : −0,13 %, France hors Mayotte : +2,11 %).
| 1793 | 1800 | 1806 | 1821 | 1831 | 1836 | 1841 | 1846 | 1851 |
| ---- | ---- | ---- | ---- | ---- | ---- | ---- | ---- | ---- |
| 123  | 88   | 165  | 157  | 161  | 170  | 173  | 168  | 181  |

| 1856 | 1861 | 1872 | 1876 | 1881 | 1886 | 1891 | 1896 | 1901 |
| ---- | ---- | ---- | ---- | ---- | ---- | ---- | ---- | ---- |
| 182  | 147  | 127  | 127  | 124  | 129  | 122  | 127  | 126  |

| 1906 | 1911 | 1921 | 1926 | 1931 | 1936 | 1946 | 1954 | 1962 |
| ---- | ---- | ---- | ---- | ---- | ---- | ---- | ---- | ---- |
| 114  | 114  | 97   | 91   | 86   | 66   | 61   | 69   | 62   |

| 1968 | 1975 | 1982 | 1990 | 1999 | 2005 | 2006 | 2010 | 2015 |
| ---- | ---- | ---- | ---- | ---- | ---- | ---- | ---- | ---- |
| 60   | 53   | 71   | 82   | 95   | 110  | 109  | 128  | 118  |

| 2020 | 2022 | - | - | - | - | - | - | - |
| ---- | ---- | - | - | - | - | - | - | - |
| 111  | 106  | - | - | - | - | - | - | - |

## Culture locale et patrimoine

### Lieux et monuments
- Ancienne maison seigneuriale avec vestiges XVIe.
- Maison natale de Nicolas François de Neufchâteau.
- Fontaine Saint-Quentin réputée miraculeuse.
- Église XVIIIe : tour romane remaniée.

### Personnalités liées à la commune
- Nicolas François de Neufchâteau (1750-1828), ministre de l'Intérieur, directeur sous le Directoire puis sénateur.

### Héraldique
| Blason de Saffais | Blason  | De gueules à la croix de Malte d'argent mouvant des bords de l'écu. |
| Blason de Saffais | Détails | Il rappelle la métairie de l'Ordre de Malte nommée "Cûte Fèves", Cuite-fève aujourdhui, qui se trouvait en partie sur le territoire communal. Comme son nom l'indique, on y cultivait des fèves, ou plus vraisemblablement, était situé un four banal destiné à sécher des légumes. C'est à Saffais que Charles le Téméraire, duc de Bourgogne, établit son camp avant de faire le siège devant Nancy en 1477. adopté le 17 décembre 1993. |